# RUF CTR3
De RUF CTR3 is een Porsche 911, die is getuned door RUF Automobile GmbH. De auto heeft een middenmotor van 3,8 liter, die opgevoerd werd tot 700 pk bij 7.000 tpm, en 890 Nm bij 4.000 tpm. Hoewel de auto qua uiterlijk gebaseerd lijkt op de Porsche Carrera GT, is de auto gebaseerd op de 997. Het platform van de 997 is met circa 20 centimeter verlengd, zodat de motor voor de achterwielen kon worden geplaatst. De specifieke massa bedraagt 2 kg/pk, minder dan een Ferrari 430 Scuderia (2,45) en een Porsche Carrera GT (2,28). RUF claimt dat de auto onder de 10 seconden van 0 naar 200 km/h accelereert.

## CTR
CTR staat voor Gruppe (Groep) C Turbo RUF. RUF bouwde eerder al een getunede sportwagen, de RUF CTR Yellow Bird uit 1987 en de RUF CTR2 uit 1996. Terwijl het vermogen van de CTR 469 en dat van de CTR2 520pk is, bedraagt het vermogen van de CTR3 bij introductie 691 pk.
In 2013 is een verder ontwikkelde versie verschenen, de CTR3 Clubsport, met een vermogen van 777 pk en vast ingestelde, grotere spoiler.

## Carrosserie
Omdat de auto krachtig is, moest de carrosserie volledig nieuw ontwikkeld worden. Alleen het voorste deel van de bodem is gebaseerd op de techniek van de Porsche 911 GT3 (om veiligheidsredenen). Het voorste deel van de auto en de bodem zijn van staal gemaakt, de deuren en de motorkap van aluminium. De rest is van kevlar en carbon.

## Motor
De 3,8 liter boxermotor is een opgevoerde versie van de motor uit de RUF RT 12 (650 pk, met twee parallel geschakelde KKK-turboladers). De compressieverhouding bedraagt 9,2 : 1. De tankinhoud bedraagt 90 liter.